# A Burglar's Mistake
A Burglar's Mistake è un cortometraggio muto del 1909 diretto da David W. Griffith che ne firma anche la sceneggiatura.

## Trama
Minacciato da un ricattatore, Henry lo sorprende che si introduce in casa sua. Sarà l'occasione per liberarsi del manigoldo.

## Produzione
Il film fu prodotto dall'American Mutoscope & Biograph.

## Distribuzione
Il copyright del film, richiesto dall'American Mutoscope and Biograph Co., fu registrato il 25 marzo 1909 con il numero H124687.
Distribuito dall'American Mutoscope & Biograph, il film uscì nelle sale il 25 marzo 1909.
Non si conoscono copie ancora esistenti della pellicola che viene considerata presumibilmente perduta
.